# (11359) Piteglio
(11359) Piteglio (1998 BP24) – planetoida z pasa głównego asteroid, okrążająca Słońce w ciągu 4,03 lat w średniej odległości 2,53 j.a. Odkryta 27 stycznia 1998 roku.